# Ligne Mizuma
La ligne Mizuma (水間線, Mizuma-sen) est l'unique ligne ferroviaire de la compagnie Mizuma Railway, située dans la ville de Kaizuka dans la préfecture d'Osaka au Japon. Elle relie la gare de Kaizuka à celle de Mizuma Kannon.

## Histoire
La ligne ouvre le 24 décembre 1925.

## Caractéristiques

### Ligne
- Longueur : 5,5 km
- Ecartement : 1 067 mm
- Alimentation : 1 500 Vcc
- Nombre de voies : Voie unique

### Liste des gares

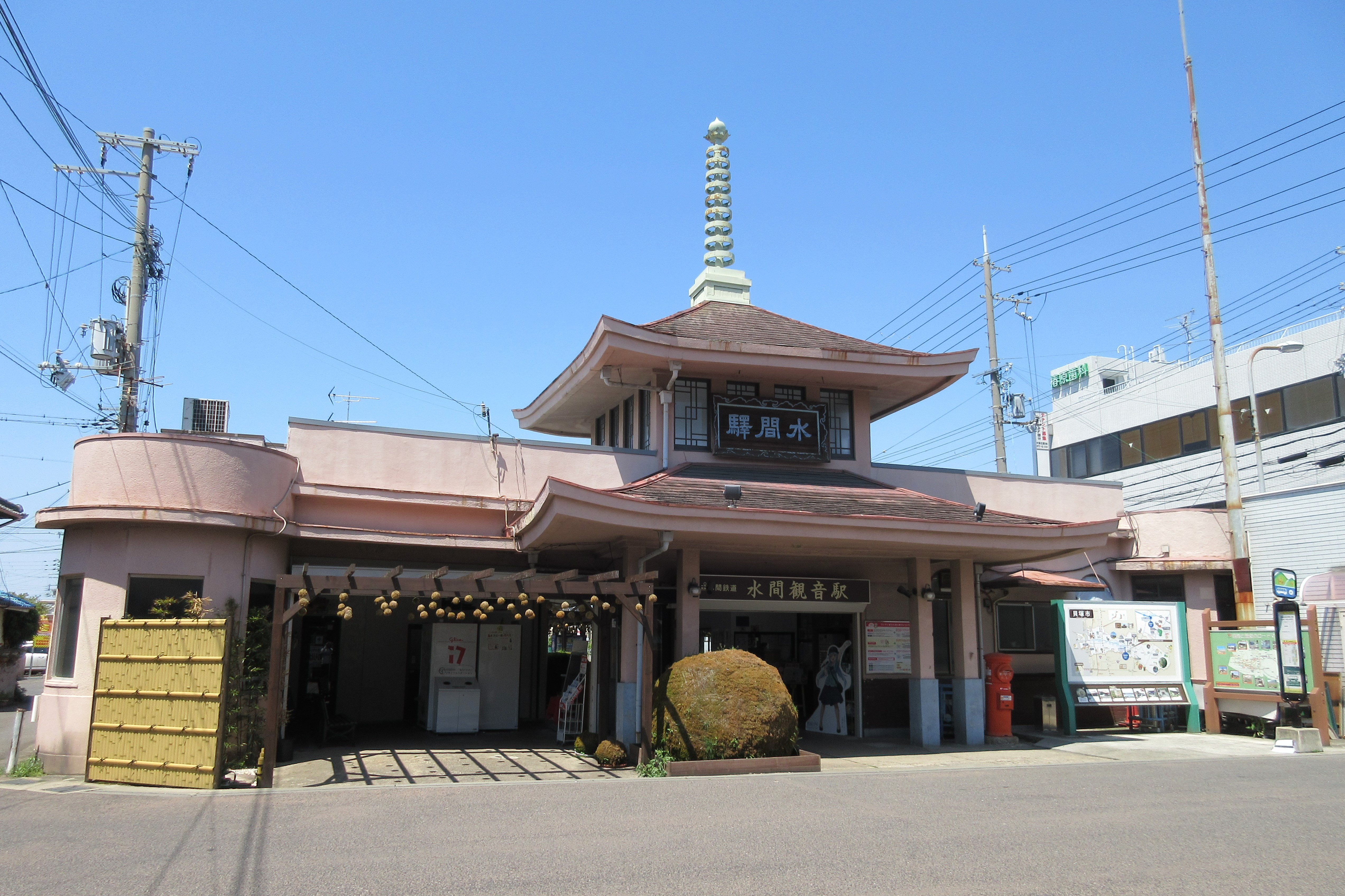
La gare de Mizuma Kannon.

| Gare                  | Nom japonais | Distance (km) | Correspondances | Localisation |
| --------------------- | ------------ | ------------- | --------------- | ------------ |
| Kaizuka               | 貝塚         | 0             | Nankai : Nankai | Kaizuka      |
| Kaizuka Shiyakushomae | 貝塚市役所前 | 0,8           |                 | Kaizuka      |
| Koginosato            | 近義の里     | 1,2           |                 | Kaizuka      |
| Ishizai               | 石才         | 2,0           |                 | Kaizuka      |
| Sechigo               | 清児         | 2,8           |                 | Kaizuka      |
| Nagose                | 名越         | 3,2           |                 | Kaizuka      |
| Mori                  | 森           | 4,3           |                 | Kaizuka      |
| Mitsumatsu            | 三ツ松       | 4,7           |                 | Kaizuka      |
| Mikayamaguchi         | 三ヶ山口     | 5,1           |                 | Kaizuka      |
| Mizuma Kannon         | 水間観音     | 5,5           |                 | Kaizuka      |